# Effusiella ornata
Effusiella ornata é uma espécie de orquídea (Orchidaceae) que existe do México à Guatemala.